# 8200 Souten
8200 Souten (1994 AY1) là một tiểu hành tinh vành đai chính được phát hiện ngày 7 tháng 1 năm 1994 bởi M. Hirasawa và S. Suzuki ở Nyukasa.